# Nosy Be-dwergkameleon
De Nosy Be-dwergkameleon (Brookesia minima) is een hagedis uit de familie kameleons (Chamaeleonidae).

## Naam en indeling
De wetenschappelijke naam van de soort werd voor het eerst voorgesteld door Oskar Boettger in 1893. De soortaanduiding minima komt uit het Latijn en betekent vrij vertaald 'kleinste'. Het is ondanks deze naam echter niet de allerkleinste kameleon, deze titel is voorbehouden aan de soort Brookesia micra.

## Uiterlijke kenmerken
Met een lengte van 28 tot 33 millimeter inclusief staart, mannetjes blijven wat kleiner en smaller, is dit een van de kleinste soorten kameleons. De staart steekt in tegenstelling tot de meeste kameleons recht naar achteren waarmee de kameleon op een takje lijkt. Dit wordt versterkt door de bruine kleuren en de onregelmatige bultjes en lichtere kleuren op de bovenzijde van het lichaam, die lijken op een mosachtige begroeiing. De kleur van de rest van het lichaam is grijsachtig bruin. De Nosy Be-dwergkameleon heeft daarnaast geen oorkwabben, kammen, of andere kenmerken, wel zijn de ogen duidelijk kameleonachtig en is de kop wat afgeplat.

## Levenswijze
Het is een vrij actieve soort, die soms agressief doet naar soortgenoten. De dieren leven vaak relatief dicht op elkaar in vergelijking met andere soorten kameleons, die meestal een groot territorium hebben. De vrouwtjes zetten twee eitjes af per legsel, maar doen dit meerdere keren achter elkaar. De onooglijk kleine eitjes zijn moeilijk op te sporen.

## Verspreiding en habitat
De Nosy Be-dwergkameleon komt endemisch voor op het eiland Madagaskar en leeft alleen op het eilandje Nosy Be, gelegen ten noordwesten van Madagaskar. De habitat bestaat uit vochtige tropische bossen in relatief laaggelegen gebieden. De soort is aangetroffen van zeeniveau tot op een hoogte van ongeveer 350 meter boven zeeniveau.
Het is in tegenstelling tot de meeste kameleons een bodembewoner die niet klimt maar leeft in of net boven de strooisellaag en tussen de bladeren jaagt op kleine geleedpotigen. 's Nachts wordt gerust op takjes en bladeren vlak boven de bodem.

## Beschermingsstatus
Door de internationale natuurbeschermingsorganisatie IUCN is de beschermingsstatus 'bedreigd' toegewezen (Endangered of EN).